# Sachs 503

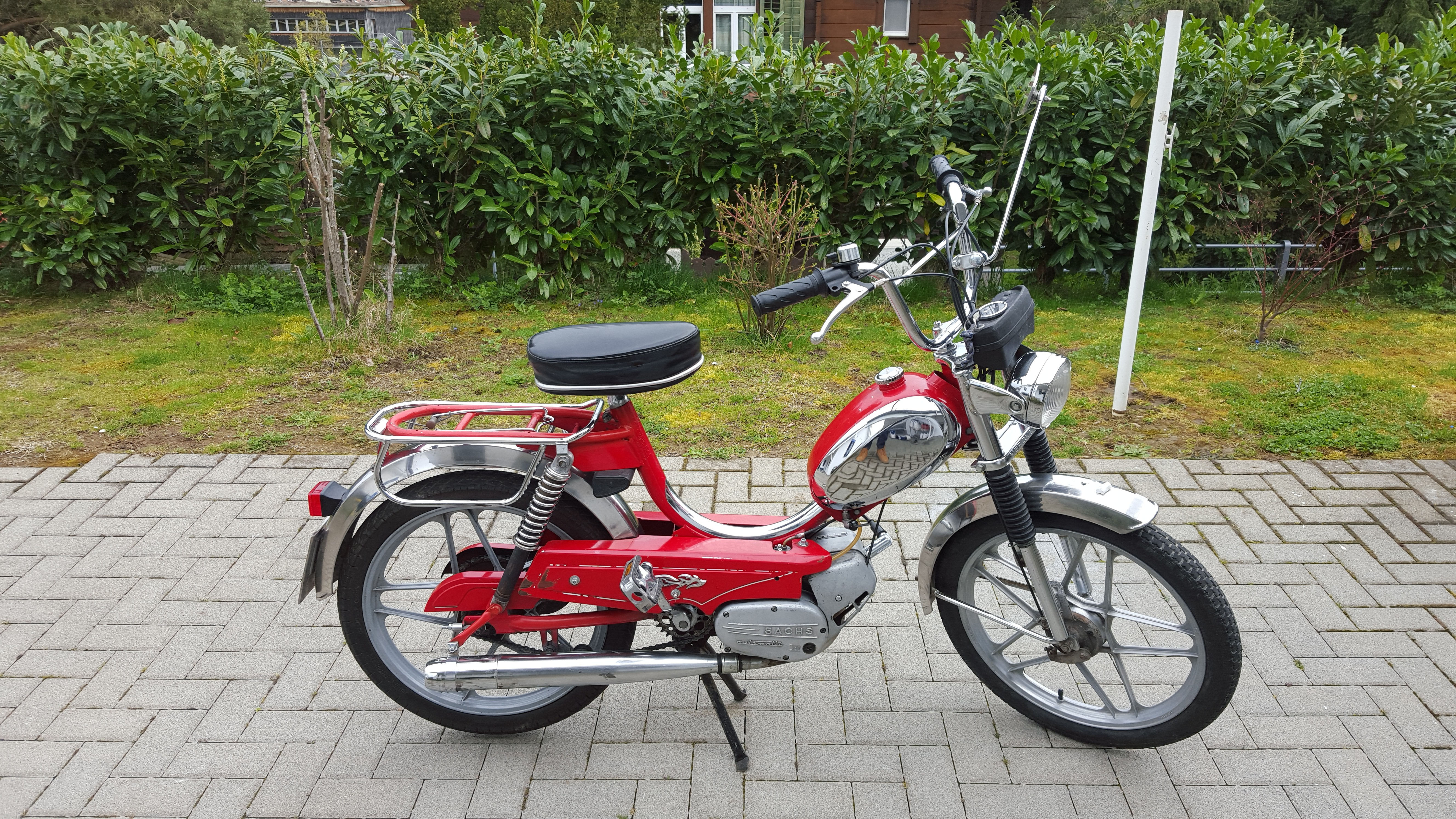
Sachs Herkules 503

Der Sachs 503 ist ein Einzylinder-Mofa-Motor des deutschen Herstellers Fichtel & Sachs 2aal aus Schweinfurt.

## Motoraufbau
Der Motor wurde ausschliesslich in der Schweiz vertrieben. Der Zylinder ist liegend aufgebaut und hat eine Bohrung von 38 mm und besitzt einen Hubraum von 47 cm³. Er wurde seit den 1960–1970er Jahren in insgesamt vier verschiedenen Getrieben und zwei verschiedenen Kühlungen (Gebläsegekühlte und Fahrtwindgekühlte) angeboten.
Die erste Version besaß eine Handschaltung, später folgte eine 2-Gang-Automatik mit Fliehkraftkupplung. Die neuen Sachs 503 Motoren wurden mit schwarz gefärbten Getriebe- und Gebläsedeckeln ausgerüstet. Man sieht sie heute noch vielfach auf den Schweizer Strassen.

## Handgeschaltete Motoren
Die handgeschalteten Motoren hatten die Bezeichnungen 2Al und 2Bl. Die Leistung dieser Motoren beträgt 0,6 kW (0,8 PS) bei 3000 1/min. Der originale HG-Zylinder hat eine Bohrung von 38 mm.

## Automatische Motoren
Es gab insgesamt 5 verschiedene Automatikmodelle. Sie liefern 0,8 kW (1,2 PS) bei 3800 1/min. Gebläsegekühlte Motoren haben die Bezeichnung ABL-CH und AAL-CH. Bei den Fahrtwindgekühlten gab es AC-CH, AB-CH und ADV-CH.

## Ersatzteile
Durch ihre grosse Beliebtheit und hohe Stückzahlen gibt es ein gutes Angebot an Ersatzteilen. Doch die Nachbauten aus Fernost haben oftmals eine geringere Qualität.